# ソングス・フォー・ドレラ
『ソングス・フォー・ドレラ』（Songs for Drella）は、ヴェルヴェット・アンダーグラウンドの元メンバーであるルー・リードとジョン・ケイルが、1990年に連名で発表したアルバム。アルバム発表の前後に開催された同内容のコンサートのタイトルでもあり、同コンサートを記録した映画作品のタイトルでもある。

## 解説
1987年に死去したアンディ・ウォーホルに捧げられた作品。アルバム・タイトルに登場する「ドレラ」とは、ウォーホルのニックネームで、ドラキュラ伯爵とシンデレラを合わせた造語である。ケイルは、1968年にリードとの対立からヴェルヴェット・アンダーグラウンドを脱退しており、リードとケイルが共同でレコーディングを行うのは、ヴェルヴェット・アンダーグラウンドのセカンド・アルバム『ホワイト・ライト/ホワイト・ヒート』（1968年）以来、21年ぶりのことであった。ただし、レコーディングに限らなければ、1972年にニコ、リード、ケイルの3人で行ったパリのバタクラン劇場での公演などがあり、共演がなかったわけではない。
リードとケイルの2人は、1989年1月にはアルバム発表に先駆けて、ブルックリン区の教会で「ソングス・フォー・ドレラ」と題されたコンサートを行う。そして、同年の11月から12月にかけても、ブルックリンのアカデミー・オブ・ミュージックで同様のコンサートを行い、12月3日のアンコールでは、モーリン・タッカーがゲスト参加した。また、アルバム発表後に行われたリードの日本ツアーでは、最終日のみケイルも参加して、本作がライヴで再現された。
収録曲「ノーバディ・バット・ユー」は、アメリカ『ビルボード』誌のモダン・ロック・チャートで13位に達した。

## 収録曲
全曲ともルー・リードとジョン・ケイルの共作。
1. スモールタウン - "Smalltown" - 2:04
2. オープン・ハウス - "Open House" - 4:18
3. スタイル・イット・テイクス - "Style It Takes" - 2:54
4. ワーク - "Work" - 2:38
5. トラブル・ウィズ・クラシシスツ - "Trouble with Classicists" - 3:42
6. スターライト - "Starlight" - 3:28
7. フェイセズ・アンド・ネームズ - "Faces and Names" - 4:12
8. イメージズ - "Images" - 3:31
9. スリップ・アウェイ - "Slip Away (A Warning)" - 3:05
10. イット・ウォズント・ミー - "It Wasn't Me" - 3:30
11. アイ・ビリーヴ - "I Believe" - 3:18
12. ノーバディ・バット・ユー - "Nobody But You" - 3:46
13. ア・ドリーム - "A Dream" - 6:33
14. フォーエヴァー・チェンジド - "Forever Changed" - 4:52
15. ハロー・イッツ・ミー - "Hello It's Me" - 3:13

## 参加ミュージシャン
- ルー・リード - ボーカル、ギター
- ジョン・ケイル - ボーカル、キーボード、ヴィオラ